# Scissurella costata
Scissurella costata, common name the shell, là một loài ốc biển, là động vật thân mềm chân bụng sống ở biển thuộc họ Scissurellidae.

## Hình ảnh

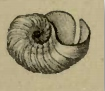
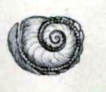
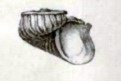